# 漢斯·卡羅薩
漢斯·卡羅薩（Hans Carossa；1878年12月15日—1956年9月12日）是德國小說家與詩人，以其自傳式小說最為有名。
卡羅薩出生於巴特特尔茨，修習醫學，於1916～1918年間擔任戰場軍醫。1931年獲頒瑞士的戈特弗里德-凯勒尔奖，並於1938年獲得歌德獎。1956年去世於Rittsteig bei Passau。

## 作品
- Eine Kindheit (1922)，小說，翻譯為童年。
- A Roumanian Diary (1924)，關於一次世界大戰時在羅馬尼亞前線擔任軍醫的三個月。
- Verwandlungen einer Jugend (1928)，小說
- Doctor Gion (1931)
- Führung und Geleit (1933)，論詞
- Tagebuch eines jungen Arztes (1955)